# 阿廖沙·库纳茨
阿廖沙·库纳茨（1980年8月18日—），克罗地亚前男子水球运动员。他曾代表克罗地亚国家队参加2008年夏季奥林匹克运动会水球比赛，获得第6名。